# Julien Manzano
Pour les articles homonymes, voir Manzano (homonymie).
Julien Manzano, né le 8 avril 1937 à Saint-Denis et mort le 17 novembre 2022 à Créteil, est un footballeur français, devenu brièvement entraîneur.

## Biographie
Natif de région parisienne, Julien Manzano arrive au Red Star OA en 1946, à l’âge de neuf ans. Il poursuit sa formation à l'école de football du Red Star jusqu'à intégrer l'équipe première, en deuxième division, au poste de milieu de terrain.
En 1959, il part au CS Fontainebleau, avec lequel il remporte la Division d'honneur d'Ile-de-France, puis il rejoint l'US Forbach l'année suivante, en D2. En 1961, alors que le Red Star retrouve sa place en D2, il fait son retour dans son club formateur. Titulaire pendant quatre ans, il participe activement, comme capitaine, à la montée de l'équipe dans l'élite en 1965. Il est dit régulier, constant, « techniquement solide ». En octobre 1964 il est nommé joueur du mois du championnat. Il découvre la Division 1 en 1965-1966. Titulaire, il ne parvient pas à obtenir le maintien espéré.
En 1966, il quitte le Red Star et rejoint l'US Boulogne, en D2. Après deux saisons passées dans le Pas-de-Calais, il s'engage au Dreux AC où il termine sa carrière.
Il se reconvertit comme entraîneur, au Dreux AC en 1970-1971 en DH Centre, puis à l'US Créteil de 1972 à 1974.

## Statistiques
| Saison                | Club                  | Championnat           | Championnat | Championnat | Coupe(s) nationale(s) | Coupe(s) nationale(s) | Total | Total |
| Saison                | Club                  | Division              | M.          | B.          | M.                    | B.                    | M.    | B.    |
| 1956-1957             | Red Star              | D2                    | 1           | 0           | -                     | -                     | 1     | 0     |
| 1957-1958             | Red Star              | D2                    | -           | -           | -                     | -                     | 0     | 0     |
| 1958-1959             | Red Star              | D2                    | -           | -           | -                     | -                     | 0     | 0     |
| 1959-1960             | CS Fontainebleau      | DH                    | -           | -           | -                     | -                     | 0     | 0     |
| 1960-1961             | US Forbach            | D2                    | 24          | 2           | 6                     | 2                     | 30    | 4     |
| 1961-1962             | Red Star              | D2                    | 32          | 0           | 3                     | 0                     | 35    | 0     |
| 1962-1963             | Red Star              | D2                    | 28          | 2           | 6                     | 0                     | 34    | 2     |
| 1963-1964             | Red Star              | D2                    | 33          | 3           | 6                     | 0                     | 39    | 3     |
| 1964-1965             | Red Star              | D2                    | 29          | 3           | 2                     | 0                     | 31    | 3     |
| 1965-1966             | Red Star              | D1                    | 38          | 1           | 4                     | 0                     | 42    | 1     |
| 1966-1967             | US Boulogne           | D2                    | 33          | 0           | -                     | -                     | 33    | 0     |
| 1967-1968             | US Boulogne           | D2                    | 33          | 0           | -                     | -                     | 33    | 0     |
| Total sur la carrière | Total sur la carrière | Total sur la carrière | 251         | 11          | 27                    | 2                     | 278   | 13    |